# 110 (število)
110 (stó desét) je naravno število, za katero velja 110 = 109 + 1 = 111 - 1.

## V matematiki
- sestavljeno število.
- osmo klinasto število.
- deseto podolžno število.
- Harshadovo število.
- samoštevilo

## V znanosti
- vrstno število 110 ima darmštatij (Ds).

## Drugo

### Leta
- 110 pr. n. št.
- 110, 1110, 2110